# Mario Secco
Mario Carlos Secco (Ensenada, 6 de enero de 1964) es un político argentino. Desde 2003 se desempeña como intendente del partido de Ensenada.
Trabajador municipal de Ensenada y político, que se desempeña como intendente de su ciudad desde el 2003 (5 mandatos consecutivos), obteniendo más del 63% de los votos en la última elección por Union Por La Patria. Reconocido por su lealtad al kirchnerismo hasta el 2023 y a partir de fines del 2023 al Kiciloffismo. Actualmente es presidente a nivel nacional del Frente Grande.

## Biografía
Nació el 6 de enero de 1964 en Ensenada. Su infancia transcurrió en el Barrio Esperanza de Punta Lara. Inició su actividad en la Municipalidad en el año 1979, cuando ingresó como personal obrero del Corralón Municipal. Desde 1990 hasta 1994 estuvo a cargo de la Secretaría de Acción Social del Sindicato de Trabajadores Municipales de Ensenada. Luego, resultó tres veces electo, en forma consecutiva, como Secretario General: para los períodos 1994 – 1998; 1998 – 2002; y 2002 – 2003.
El 10 de diciembre de 2003 asumió como Intendente después de haber logrado el 44.8% del acompañamiento de Ensenada. En el 2007 es reelecto con el 60% del electorado. En el 2011 nuevamente es elegido con el 57%, en el 2015 con el 55% de los votos, en el 2019 con el 72% y en el 2023 con el 63%.
Es reconocido por transformar la ciudad con obras estructurales en las tres localidades del distrito (Ensenada, Punta Lara y El Dique) y por estatizar los servicios públicos, hasta entonces manejados por empresas. Logró generar un Corralón equipado con una flota de camiones y maquinaria que es el más importante de la Región Capital. 
Es uno de los Intendentes del kirchnerismo duro, siendo Cristina Fernández de Kirchner su conductora política. Durante la presidencia de Mauricio Macri, no se movió de sus convicciones y fue una de las resistencias a las políticas de dicho gobierno. Actualmente, su espacio en Ensenada logró otra histórica victoria en las elecciones PASO 2021 logrando el 53%.
Actualmente es uno de los intendentes cercanos a Axel Kicillof junto a Jorge Ferraresi y Fernando Espinoza